# Belauntza
Belauntza – gmina w Hiszpanii, w prowincji Guipúzcoa, w Kraju Basków, o powierzchni 3,43 km². W 2011 roku gmina liczyła 281 mieszkańców.